# TOGGYの土曜の夜にナンモナイト?
「TOGGYの土曜の夜にナンモナイト?」とは、2017年4月11日から2018年3月31日までKBCラジオで放送されたトークバラエティ番組である。
2018年4月7日からは、土曜日の夕方にTOGGY's AHEAD!が復活する形で放送されることになり、19:00から22:45までの時間帯は「KBC長浜横丁 居抜き屋もう一頂!!」に変更される形で放送終了となった。

## 概要
土曜の夜に寂しく!?ラジオを聴いてるあなたに「何か」を提供する情報共有バラエティ番組である。
2018年3月31日の放送をもって終了する予定。

## パーソナリティ
- TOGGY

## 放送時間
- 毎週土曜: 21:00 - 22:45